# Dreaming of Me
"Dreaming of Me" é uma canção da banda inglesa Depeche Mode. Foi lançado como o primeiro single do grupo em 20 de fevereiro de 1981.
No início, o single não tinha álbum ainda. Existem duas versões dessa música, uma que tem um final e a alternativa, que não tem. A versão que não termina faz parte da remasterização do álbum Speak & Spell, lançado na Europa. Quanto a outra versão, está na edição americana de "Speak & Spell" e em qualquer outra compilação.
É uma música que fala sobre sonhar consigo mesmo, em termos de recordações e compara essa ação a passagem de um filme. Isso pode ser creditado a paixão que Vince Clarke tem por fotografia e equipamentos de filmagem. 
Por causa do seu baixo sucesso, não foi incluída no álbum Speak & Spell em 1981, mas foi no relançamento do álbum no Reino Unido, como uma faixa bônus. No lançamento americano, "Dreaming of Me" estava originalmente no álbum, no lugar da música "Sometimes I Wish I Was Dead". No relançamento remasterizado mundial, ela foi incluída no final do álbum, com a versão inglesa precedendo-a. "Dreaming of Me" não foi lançado comercialmente nos Estados Unidos.
O seu lado B, "Ice Machine", é bem creditado pela banda; tanto que foi incluída sendo executada ao vivo como lado B novamente, no single "Blasphemous Rumours". Vince Clarke compôs ambas.

## Posição nas paradas musicais
| Parada (1981)                               | Melhor posição |
| ------------------------------------------- | -------------- |
| Reino Unido (UK Singles Chart)              | 57             |
| UK Indie (MRIB)                             | 1              |
| Estados Unidos (Billboard Dance Club Songs) | 47             |

| Parada (2011)                         | Melhor posição |
| ------------------------------------- | -------------- |
| Alemanha (Offizielle Deutsche Charts) | 45             |